# جمعية الدراسات النمساوية
تواصل جمعية الدراسات النمساوية (ASA) (كانت تعرف من قبل باسم جمعية الثقافة والأدب النمساوي الحديث، ومجلتها الأدب النمساوي المعاصر (Modern Austrian Literature) الحفاظ على تقاليدها التي بدأت في عام 1961 (في الأصل كانت جمعية بحوث آرثر شنيتزلر الدولية), وكانت الجمعية الوحيدة في أمريكا الشمالية المخصصة للدراسات العلمية في جميع مناحي التاريخ والحياة الثقافية النمساوية وما يتعلق بها من القرن الثامن عشر وحتى الوقت الحالي.
تنشر الجمعية مجلة علمية ربع سنوية تسمى مجلة الدراسات النمساوية (Journal of Austrian Studies) وتعقد مؤتمرًا سنويًا في الربيع يدور حول موضوع معين مع عقد جلسات مفتوحة، ومن الأنشطة الأخرى التي تقوم بها تنظيم لجان علمية من أجل الاتفاقيات السنوية لجمعية اللغة المعاصرة وجمعية الدراسات الألمانية، وفي المؤتمرات الوطنية والدولية. ويضم الموقع الإلكتروني لها الأخبار الحالية والمصادر موضع الاهتمام كما تنشر ذلك عن طريق مجمع أوتوماتيكي لتبادل وتوزيع الرّسائل الإلكترونيّة وصفحتها على موقع فيس بوك.

## التاريخ الحديث
منذ عام 1971 وحتى عام 1999 وقبل أن تتحول إلى جمعية الثقافة والأدب النمساوي الحديث في عام 2000، استضافت جمعية الأدب النمساوي المعاصر مؤتمرات سنوية في جامعة كاليفورنيا في ريفرسايد تحت رعاية المحرر دونالد ج. دافيو وأمين الصندوق جورون جونز (جامعة ولاية كاليفورنيا بمدينة سان برناردينو), كما أنها المالك لدار أرديان بريس، وهي دار نشر علمية للدراسات النقدية النمساوية وأعمال الترجمة ومقرها في كاليفورنيا. تأسست جمعية الدراسات النمساوية بناءً على استفتاء أُجرِيَ في أوائل عام 2011 عندما صوت أعضاء جمعية الثقافة والأدب النمساوي الحديث على تغيير اسم الجمعية ومجلتها إلى مجلة الدراسات النمساوية. اعترفت هذه التغييرات بما عُرف لفترة طويلة على أنه هوية الجمعية: فهي منظمة متعددة التخصصات ترحب بكافة المجالات والتخصصات التي تتناولها الدراسات النمساوية في مؤتمراتها ومجلتها بما في ذلك الدراسات العملية حول ثقافات النماذج السياسية السابقة في النمسا (الإمبراطورية الرومانية المقدسة والإمبراطورية النمساوية والنمسا - المجر) والدراسات العلمية التي تعترف بالهوية التاريخية متعددة الأعراق واللغات والثقافات لهذه المنطقة وموروثاتها في الوقت الحاضر. وفي 1 يناير من 2010، تولت جمعية الدراسات النمساوية/جمعية الثقافة والأدب النمساوي الحديث الدور الذي لعبته الجمعية الأمريكية جريلبارزر كحلقة وصل مع جريلبارزر غزلشافت النمساوية الكائنة في فيينا وراعية المؤتمرات وعام الكتاب. وقد بدأ العمل في إعادة النظر بالجمعية وتنقيح منشوراتها على يد الرئيس السابق دايفيد لوفت (جامعة ولاية أوريجون)، والرئيس الحالي لجمعية الدراسات النمساوية (2012-2014) هو روبرت داسانوسكي (جامعة كولورادو، كولورادو سبرينجز) ونائب الرئيس هو إيمكه ماير (كلية برين ماور), ومدير الأنشطة التجارية والمعلومات كاثرين أرينز (جامعة تكساس بمدينة أوستن).

## أحدث المؤتمرات
عقدت جمعية الدراسات الأسترالية/جمعية الثقافة والأدب النمساوي الحديث عددًا من المؤتمرات في الأماكن التالية منذ مطلع القرن: 1999 و2001: كلية لافيت، إيستون, بنسلفانيا; 2002: وجامعة بنسلفانيا, فيلادلفيا، بنسلفانيا; 2004: وجامعة رايس, مدينة هيوستن، تكساس; 2005: وجامعة مونتانا، ميسولا, مينيسوتا; 2006: وجامعة ويك فورست، ونستون سالم في نورث كارولاينا; 2007: وجامعة ألبرتا، إدمنتون, كندا; 2008: وجامعة واشنطون في سياتل، واشنطون; 2009: وجامعة إيموري, أتلانتا، جورجيا; 2010: وجامعة فيينا, النمسا; 2011: وواشنطون" كلية جيفرسون، واشنطون, بنسلفانيا; 2012: و جامعة ولاية كاليفورنيا، لونج بيتش; ومن المرتقب عقد مؤتمرات في عام 2013: جامعة واترلو, كندا; و2014: ويرث سنتر، كندا, 2015: وجامعة ميتشجان، ديربورن.
يوفر صندوق يوتا لندا للمسافرين (سمي باسم العالمة النمساوية يوتا لندا ماكلولين, 1945-2003, جامعة كاليفورنيا، لوس أنجلوس) والمنتدى الثقافي النمساوي بنيويورك الدعم لطلاب الدراسات العليا الذين يقدمون أبحاثهم في الندوة السنوية للجمعية عن طريق المساعدة في تكاليف سفرهم.

## مجلة الدراسات النمساوية
تنتج مجلة الدراسات النمساوية, وتنشرها صحافة جامعة نبراسكا وهي مجلة ربع سنوية متعددة التخصصات تنشر مقالات علمية ومراجعات للكتب في جميع مناحي تاريخ وثقافة النمسا وأراضي هابسبورغ السابقة، وهذا هو المنشور الرئيسي لجمعية الدراسات النمساوية حيث يحتوي على مساهمات باللغة الألمانية والإنجليزية من كبار العلماء في العالم في مجال الدراسات النمساوية. وتبرز المجلة الأعمال العلمية التي تعتمد على منهجيات مبتكرة وطرق جديدة لعرض التاريخ والثقافة النمساوية. على الرغم من أنه قد تم تغيير اسم المجلة في عام 2012 ليعكس اتساع نطاق وتنوع الأبحاث العلمية بها وما لديها من تاريخ طويل يمتد لنصف قرن من الزمان تحت اسم الأدب النمساوي المعاصر وكان اسمها قبل ذلك, مجلة جمعية البحوث الدولية آرثر شنيتزلر. وفي عام 2012 كان المحررون بها تود هيرتسوغ (جامعة سينسيناتي) وهيلاري هوب هيرتسوغ (جامعة كنتاكي); ومحرر استعراض الكتاب جوزيف دبليو. موسر (كلية راندولف ماكون), وتضم هيئة التحرير كبار الرجال النمساويين والألمانيين ومن الولايات المتحدة والمملكة المتحدة وكندا والنمسا وألمانيا لممثلين من مختلف مجالات الدراسات. وقامت مؤسسة ماكس كادي بكل سخاء بتمويل جائزة ماكي كادي السنوية لأفضل مقال منشور بالمجلة ومُنحت الجائزة في مؤتمر جمعية الدراسات النمساوية. حصل الفائز على جائزة قدرها 1500 دولار أمريكي من بين المقالات المنشورة بالمجلة هذا العام على أساس اقتراع قام به مجلس التحرير.

## وصلات خارجية
- Austrian Studies Association website
- Austrian Information article Summer 2012
- Journal of Austrian Studies website
- University of Nebraska Press
- Austrian Studies UK
- Austrian History Yearbook, Center for Austrian Studies, University of Minnesota